# Joel Brand

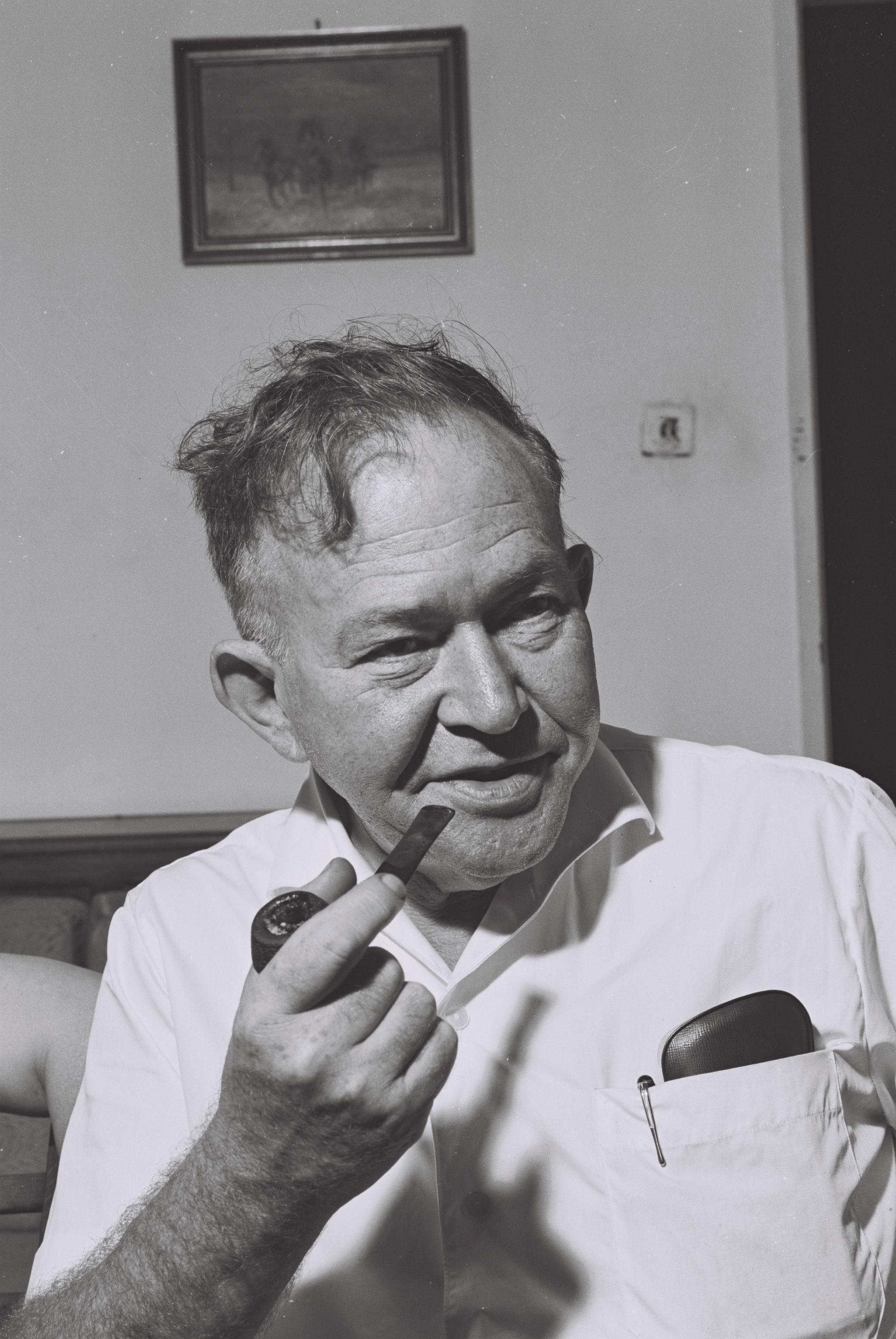
Joel Brand (1961)

Joel Jenö Brand (geboren 25. April 1906 in Naszód, Siebenbürgen, Österreich-Ungarn; gestorben 13. Juli 1964 in Bad Kissingen) war ein ungarisch-deutsch-israelischer linkssozialistischer Zionist.

## Leben
Joel Brand wuchs in Erfurt auf, wohin seine Eltern 1910 übersiedelten. Seine Muttersprache war Deutsch, er blieb jedoch ungarischer Staatsbürger. Er besuchte die Volks- und schließlich die Oberrealschule Erfurt. Anschließend machte er eine kaufmännische und telefontechnische Ausbildung, um dann bei Telefongesellschaften in Leipzig, Breslau und Stuttgart tätig zu sein. 1930 trat er in die von seinem Vater Max Brand gegründete Thüringische Telefongesellschaft m.b.H. ein und war zuletzt Leiter der Verkaufs- und Vermietungsabteilung.
Brand hoffte auf eine sozialistische Revolution und auf eine Antwort auf die damalige Massenarbeitslosigkeit und war in zionistischen und linksgerichteten Organisationen aktiv. Am 6. September 1932 wurde Brand in Frankfurt am Main auf richterliche Anordnung hin verhaftet. Der Vorwurf lautete Verrat militärischer Geheimnisse. Am 22. Februar 1933 verurteilte ihn das Oberlandesgericht Kassel zu zwei Jahren Gefängnis. Am 6. September 1934 wurde Brand in Frankfurt/Main entlassen. Noch am Tag seiner Entlassung emigrierte Brand über sein Geburtsland Ungarn zu seiner in Rumänien lebenden Schwester, um weiterer Verfolgung zu entgehen. Da er in Rumänien keine Aufenthaltsgenehmigung erhielt, musste Brand nach einem halben Jahr zurück nach Ungarn.
Doch in Ungarn war er „ein Fremder im eigenen Land“, da er die Landessprache erst erlernen musste. Glücklicherweise beherrschte noch ein Teil der Bevölkerung aus österreichisch-ungarischen Herrschaftszeiten die deutsche Sprache. Die politische Entwicklung im Deutschen Reich und in der Sowjetunion ließen ihn zum Zionisten werden. Er arbeitete in der Budapester Telefongesellschaft. 1940 musste Brand für ein halbes Jahr ins jüdische Arbeitslager Székesfehérvár, wo er eine gelbe Judenbinde tragen und körperlich arbeiten musste. Doch in seinem Innersten hatte er mit Europa abgeschlossen und wollte eigentlich nach Palästina auswandern, weshalb er sich einigen jungen Zionisten mit gleichem Ziel anschloss. In dieser Gruppe, der Budapester Hilfsorganisation „Waada Ezra we Hazalah“ (Rat für Hilfe und Rettung), die zum „linken Flügel“ der zionistischen Bewegung gehörte, lernte er 1944 Hansi Hartmann kennen, seine spätere Ehefrau.
Diese zionistische Gruppe betätigte sich ab 1942 als Hilfsorganisation, die noch vor der deutschen Besetzung Ungarns (März 1944) in Ungarn jüdischen Flüchtlingen aus Deutschland behilflich war, später auch Juden in Ungarn vor der Deportation ins KZ Auschwitz rettete.
Nach der deutschen Invasion in Ungarn musste Brand zwischen dem 5. April und 17. Mai 1944 einen Judenstern tragen. Anschließend wurde er im Mai 1944 von Adolf Eichmann nach Istanbul geschickt, um als Makler zwischen dem Deutschen Reich und den Alliierten tätig zu werden: Nach einem Vorschlag von Heinrich Himmler sollte bis zu 1 Million Juden die Ausreise gegen Lieferung von 10.000 Lastwagen und anderer dringend benötigter Waren erlaubt werden („Blut gegen Ware“). Sobald Brand mit der Zustimmung der jüdischen Organisationen und der Alliierten nach Budapest zurückkäme, würden die Gaskammern in Auschwitz abgebaut und die ersten 100.000 Juden befreit werden. Die Alliierten und auch die Jewish Agency vermuteten allerdings in diesem Angebot einen Trick, weshalb es nicht zu dieser Aktion kam.
Nachdem sein Auftrag fehlgeschlagen war, ging Brand in das damalige britische Mandatsgebiet Palästina und schloss sich dort der extremen rechts-zionistischen Untergrundorganisation Lechi an, die sich noch 1941 um eine Zusammenarbeit mit dem NS-Regime gegen die britische Mandatsherrschaft bemühten.
Brand nahm die israelische Staatsangehörigkeit an. Im September 1956 ging Brand von Israel in die Bundesrepublik Deutschland und ließ sich als Schriftsteller in Frankfurt am Main nieder. Als „gemeinsame Arbeit“ mit Alexander Weißberg-Cybulski und auf Grundlage von Joel Brands Erinnerungen entstand das Buch Die Geschichte von Joel Brand, das 1956 in Deutschland erschien.
Joel Brand sagte 1961 im Rahmen des Eichmann-Prozesses in Jerusalem an mehreren Verhandlungstagen als Zeuge aus und berichtete ausführlich von seiner Begegnung mit Adolf Eichmann im April 1944 in Budapest, über die von diesem übermittelte Offerte „Blut gegen Ware“, von seiner Reise nach Istanbul und den Gründen, warum es seiner Ansicht nach nicht zur besagten „Tauschaktion“ gekommen war. Auch Joel Brands Ehefrau, Hansi Brand, wurde als Zeugin bei diesem Prozess gehört.
Joel Brand starb am 13. Juli 1964 im Alter von 58 Jahren an einem Herzinfarkt, nachdem er als Zeuge im Prozess gegen Hermann Krumey ausgesagt hatte. Sein Leichnam wurde nach Israel überführt und auf dem Nachalat-Jitzchaq-Friedhof in Givʿatajim beigesetzt.

## Publikationen
- Adolf Eichmann. Fakten gegen Fabeln. Ner-Tamid-Verlag. München-Frankfurt 1961

## Verfilmungen und Hörspiele
Nach einer Vorlage von Heinar Kipphardt entstanden in den 1960er Jahren zwei Fernsehfilme und ein Hörspiel.
- 1964: Die Geschichte von Joel Brand (Fernsehfilm) – Regie: Franz Peter Wirth, mit Herwig Walter (Adolf Eichmann) und Emil Stöhr (Joel Brand)
- 1965: The Joel Brand Story (in der Reihe BBC Play of the Month) (Fernsehfilm) – Regie: Rudolph Cartier, mit Anton Diffring (Adolf Eichmann) und Cyril Shaps (Joel Brand)
- 1968: Joel Brand (Hörspiel des BR) – Regie: Walter Ohm, mit Kurt Sowinetz (Adolf Eichmann) und Joachim Teege (Joel Brand)